# Matraque de la Reine

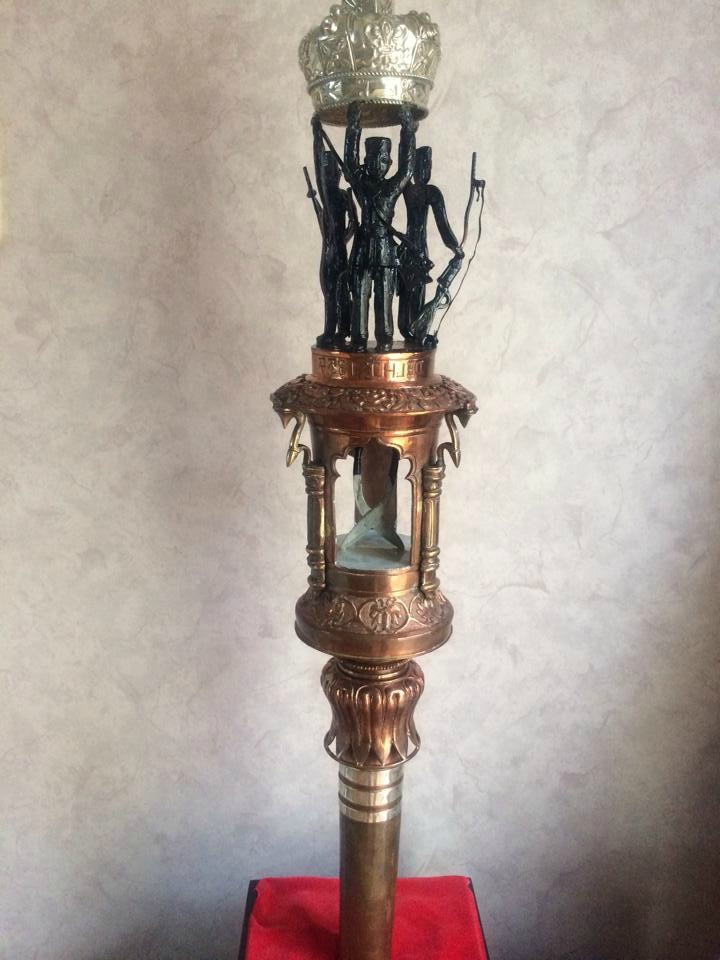
Réplique de la matraque de la reine

La matraque de la reine (ou Queen's Truncheon) est un bâton de cérémonie porté par le Royal Gurkha Rifles qui sert remplace l'étandard. Il est fait de bronze et d'argent. Le sommet représente le minaret du palais de Delhi avec trois Gurkhas debout soutenant la couronne de la reine au-dessus de leurs têtes. Le minaret contient une paire de kukris croisés et porte l'inscription "Main Picqet Hindoo Rao's House, Delhi 1857". La matraque est un emblème unique sur lequel les recrues prêtent allégeance au régiment et à la couronne[réf. nécessaire].
Pendant la Révolte des cipayes, le 8th (Sirmoor) Local Battalion a apporté une contribution particulièrement notable. Au cours du siège de quatre mois à Delhi, ils ont défendu la maison de Hindu Rao, perdant 327 hommes sur 490. Au cours de cette action, ils se sont battus côte à côte avec les 60th Rifles et un lien fort s'est développé,.
Après la révolte des cipayes, le 60th Rifles fit pression pour que le bataillon Sirmoor devienne un régiment de fusiliers. Cet honneur fut accordé l'année suivante (1858) lorsque le bataillon fut renommé Sirmoor Rifle Regiment et a reçu une troisième couleur. En 1863, la reine Victoria présenta au régiment la matraque royale, en remplacement de l'étendard car les régiments de fusiliers n'en ont généralement pas. 
Le Sirmoor Rifle Regiment est finalement devenu le 2e Régiment de fusiliers Gurkha du roi Edward VII (The Sirmoor Rifles), conservant la possession de la matraque jusqu'en 1994, date à laquelle, lors de la fusion des unités de Gurkhas britannique, elle revint au Royal Gurkha Rifles. Le nouveau régiment maintient la tradition de l'utiliser à la place des couleurs. 

## Voir également
- Matraque
- Honneur de bataille